# Нільс Нільсен (яхтсмен)
Нільс Нільсен (норв. Niels Nielsen, 5 жовтня 1883 — 9 лютого 1961) — норвезький яхтсмен.
Срібний призер Олімпійських Ігор 1920 року в класі 7 метрів.